# 言語道断
| ウィキペディアには「言語道断」という見出しの百科事典記事はありません（タイトルに「言語道断」を含むページの一覧/「言語道断」で始まるページの一覧）。 代わりにウィクショナリーのページ「言語道断」が役に立つかもしれません。 |